# Ease Down the Road
Ease Down the Road är ett album av Bonnie "Prince" Billy, utgivet 2001.

## Låtlista
1. "May It Always Be" - 4:04
2. "Careless Love" (trad.; W. C. Handy, Martha Koenig, Spencer Williams) - 2:06
3. "A King at Night" - 4:29
4. "Just to See My Holly Home" - 3:40
5. "At Break of Day" - 4:16
6. "After I Made Love to You" - 3:53
7. "Ease Down the Road" - 3:06
8. "The Lion Lair" - 6:01
9. "Mrs William" - 3:03
10. "Sheep" - 2:54
11. "Grand Dark Feeling of Emptiness" - 3:23
12. "Rich Wife Full of Happiness" - 3:07